# کلاهبرداری واقعی
کلاهبرداری واقعی (به انگلیسی: The Real Hustle) یک برنامه تلویزیونی واقع‌نما است که توسط شبکه بی‌بی‌سی ساخته و پخش می‌شود. در این مجموعه روش‌های مختلف کلاهبرداری و جعل عنوان به مردم آموزش داده می‌شود تا آن‌ها در جامعه هشیار باشند.
شبکه پی‌ام‌سی این برنامه را با نام حرفه‌ای‌ها و با دوبله فارسی پخش می‌کند.